# Saša Drakulić
Saša Drakulić (født 28. august 1972) er en tidligere serbisk fodboldspiller.